# Bobota, Sălaj
Bobota là một xã thuộc hạt Sălaj, România. Dân số thời điểm năm 2002 là 4036 người.